# ADN: Capítulo N
ADN: Capítulo N es el decimotercer álbum de estudio de la banda argentina Los Auténticos Decadentes. Fue publicado el 21 de julio de 2023 por el sello PopArt Discos. Este es el tercer y último de la trilogía de álbumes denominado ADN.
El álbum se caracteriza por el estilo clásico de la banda, donde presenta otra recopilación de canciones populares de Latinoamérica de los años 70 y 90, adaptadas a ritmos como rock, cumbia, murga, cuarteto y ska. Asimismo el 21 de julio de 2023, el álbum se estrenó después de su sencillo «Costumbres argentinas» el cual cuenta con la participación del cantante argentino Andrés Calamaro.
De este álbum, se desprenden sencillos como: «Se me ha perdido un corazón», «Loco perdido» y «América» entre otros. El sencillo «La ladrona» fue grabado antes del fallecimiento de Diego Verdaguer, quien participó dentro del álbum. En este álbum, están incluidas las participaciones de Juan Ingaramo, Andrea Echeverri y Agarrate Catalina entre otros.

## Lista de canciones
| N.º | Título                                               | Intérprete original    | Duración |  |
| 1.  | «Costumbres argentinas» (con Andrés Calamaro)        | Los Abuelos de la Nada | 3:02     |  |
| 2.  | «La ladrona» (con Diego Verdaguer)                   | Diego Verdaguer        | 3:19     |  |
| 3.  | «Risa»                                               | Babasónicos            | 2:57     |  |
| 4.  | «Se me ha perdido un corazón» (con Andrea Echeverri) | Gilda                  | 3:22     |  |
| 5.  | «Loco perdido» (con Juan Ingaramo)                   | La Mona Jiménez        | 3:30     |  |
| 6.  | «El Negro José» (con Agarrate Catalina)              | Illapu                 | 3:16     |  |
| 7.  | «Por cuatro días locos» (con Pipo Cipolatti)         | Alberto Castillo       | 2:25     |  |
| 8.  | «América» (con Systema Solar)                        | Los Tigres del Norte   | 3:02     |  |